# Accademia fascista maschile di educazione fisica
L'Accademia fascista maschile di educazione fisica, nota anche come Accademia fascista della Farnesina, fu un ente di formazione politico-sportiva attivo in Italia durante il periodo fascista.

## Storia

### La Scuola fascista di educazione fisica
La "Scuola fascista di educazione fisica", erede degli Istituti di Magistero di Roma, Torino e Napoli, chiusi nel 1923 a seguito della Riforma Gentile, iniziò i propri corsi il 7 febbraio 1928. 
Fu ospitato inizialmente presso l'Accademia militare di educazione fisica della Farnesina. L'istituto avrebbe dovuto svolgere una funzione essenziale: formare gli insegnanti di educazione fisica delle scuole e gli istruttori ginnico-sportivi dell'Opera nazionale balilla (ONB). Le necessità contingenti però, ovvero la mancanza di dirigenti per l'organizzazione giovanile, spinsero Renato Ricci, presidente dell'ONB, a compiere delle scelte diverse. La Scuola assunse, infatti, il ruolo di centro per la formazione della dirigenza maschile delle organizzazioni giovanili fasciste.

### L'Accademia
A un anno dalla sua fondazione la scuola modificò nome diventando l'«Accademia fascista di educazione fisica». Ricci voleva che essa fosse il «più gigantesco esperimento di educazione di Stato» mai tentato sino ad allora per la formazione «in senso patriottico e unitario, cioè fascista», delle «classi più giovani di un popolo». L'istituto doveva garantire all'organizzazione giovanile fascista la classe di educatori-dirigenti di cui aveva bisogno.
Dal 1929 si evidenziò subito una maggiore politicizzazione della struttura, dei corsi e delle finalità. Si stabilì che l'iscrizione al partito fosse un requisito essenziale per poter fare domanda d'ammissione, che gli anni di «anzianità fascista», compresi quelli trascorsi nell'ONB, e l'aver rivestito cariche dirigenziali locali fossero un importante criterio di valutazione nella scelta finale dei candidati. Anche i programmi subirono delle modifiche. Venne dato, infatti, maggiore spazio all'educazione politico-sociale, alla pedagogia e a tutte le materie letterarie, filosofiche, storiche e giuridiche ritenute necessarie per formare dal punto di vista politico-ideologico i futuri capi giovanili fascisti. Ai diplomati dell'Istituto vennero assegnati ruoli diversi a seconda delle capacità dimostrate nel corso del biennio. Alcuni vennero nominati docenti presso le scuole, mentre ad altri, quelli ritenuti politicamente idonei, furono assegnati dei ruoli dirigenziali.

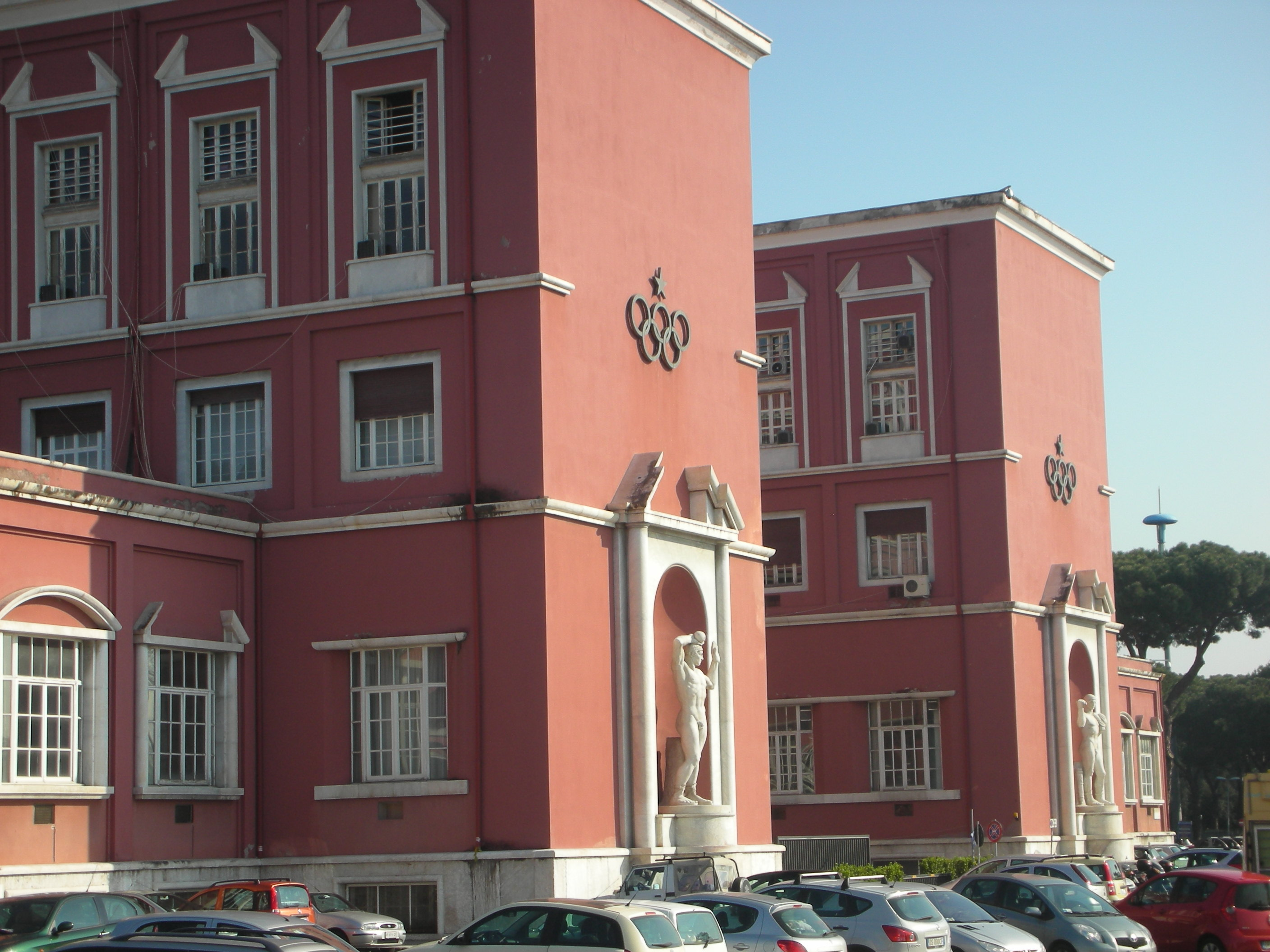
Il palazzo H già sede dell'Accademia del Foro Mussolini, lato del Tevere

Dopo un tentativo fallito di riforma dello statuto dell'Accademia nel 1929, con il quale si voleva trasformare il corso da biennale in quadriennale, aumentando gli anni di studio per quanti erano destinati a rivestire delle cariche dirigenziali, vi furono due provvedimenti legislativi che indicarono in modo chiaro l'organizzazione e le finalità dell'Istituto, fino al suo passaggio alla Gioventù Italiana del Littorio (GIL): il r.d.l. n. 1.227 del 28 agosto 1931, convertito in legge il 16 giugno 1932, e il r.d.l. n. 1.592 del 31 agosto 1933 (Testo Unico delle leggi sull'Istruzione Superiore). A seguito di tali provvedimenti, si verificò una politicizzazione sempre più profonda dell'istituto e divenne sempre più chiara l'intenzione di utilizzarlo come centro di selezione per l'élite giovanile fascista.
L'istituto si trasferì nella sua sede definitiva nel palazzo H al foro Mussolini nel novembre 1932.
Il palazzo H, progettato da Enrico Del Debbio nel 1927, e poi inaugurato nel 1932 fu la prima opera costruita del Foro Italico (allora Foro Mussolini).

### L'Accademia della GIL
Con il passaggio dall'ONB alla Gioventù italiana del littorio fu necessario attuare dei cambiamenti all'interno dell'istituto. Nell'aprile 1938 vennero nominate dal Comando generale della GIL due commissioni, il cui scopo era stilare il nuovo statuto e i programmi di insegnamento delle Accademie fasciste di Roma e Orvieto.
I lavori delle due commissioni favorirono la promulgazione della legge 866 del 22 maggio 1939 che, assieme al testo unico del 1933, regolamentò in toto le due istituzioni. L'istituto del Foro Mussolini prese la nuova denominazione di Accademia della GIL. Mentre in passato l'Accademia era dipesa dal Ministero dell'educazione nazionale e dall'ONB, essa divenne ora un centro di formazione legato strettamente al Partito Nazionale Fascista. I corsi divennero triennali. La materie all'interno dell'Accademia maschile, oltre allo studio di una lingua straniera, divenuta obbligatoriamente il tedesco nell'ottobre 1940, vennero organizzate in quattro sezioni: politica, militare, biologico–scientifica e ginnico–sportiva. A differenza di tutti gli altri istituti superiori, il diploma dell'Accademia non veniva rilasciato in nome del re imperatore, ma in nome del duce.

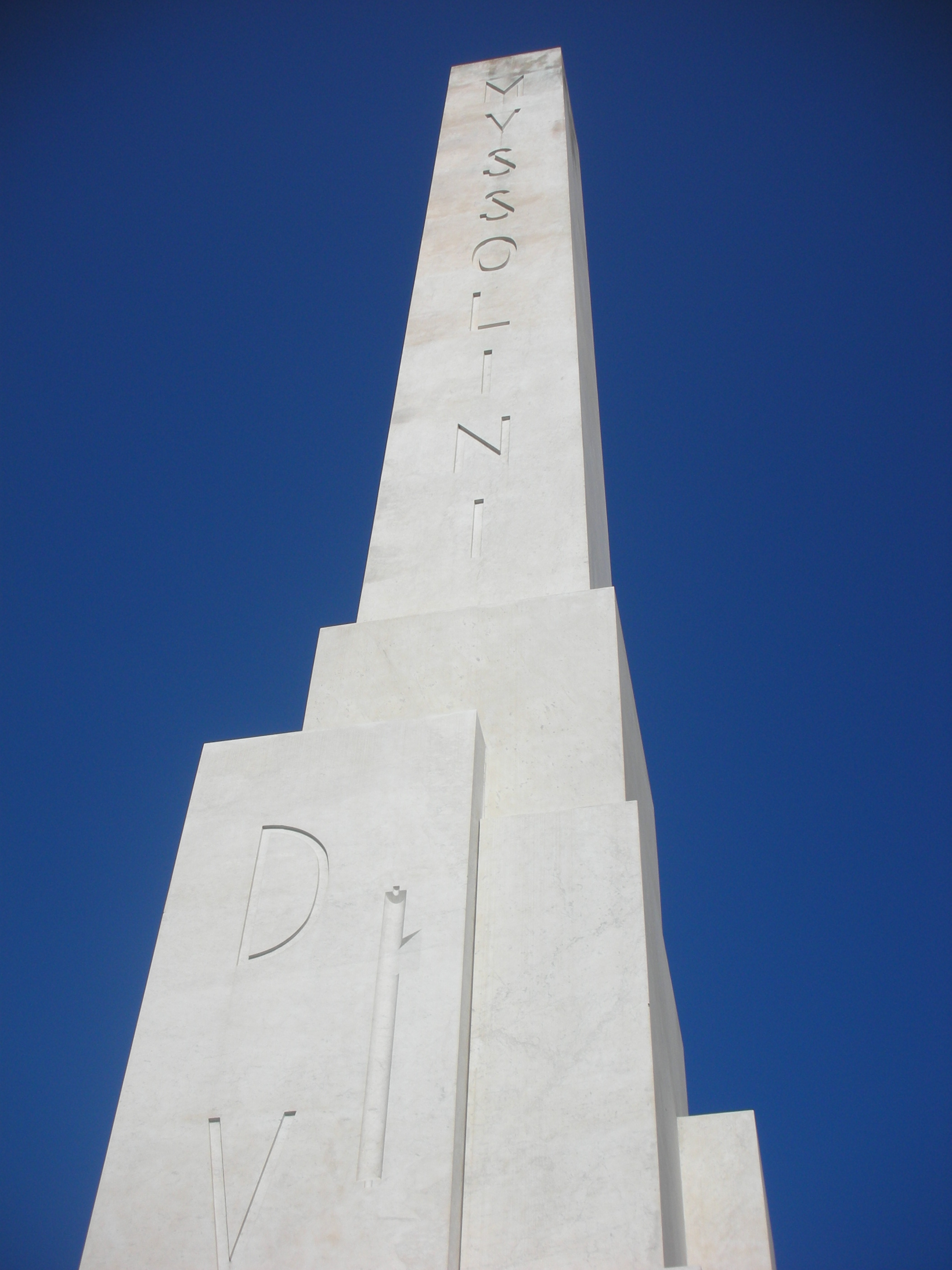
Il monolite del foro Mussolini

I ragazzi per entrare in Accademia dovevano superare un concorso pubblico, garantire di poter corrispondere le rette stabilite e dimostrare di essere degni dell'ingresso nell'istituzione dal punto di vista morale, politico, razziale, personale e familiare. Le domande per partecipare al concorso di selezione non venivano presentate direttamente dai candidati, ma attraverso i comandi locali della GIL che già selezionavano chi, a loro parere, fosse più adatto per frequentare i corsi dell'Accademia della GIL. Dal 1938 l'appartenenza alla razza ariana italiana divenne un requisito essenziale per l'ammissione, mentre i ragazzi ebrei presenti in istituto furono espulsi.
Il 30 ottobre 1940 Riccardo Versari, che era stato rettore dell'Accademia fin dalla sua inaugurazione, lasciò il proprio posto a Nicola Pende il quale cercò di trasformare l'Accademia in un vero e proprio ateneo. Nonostante il suo impegno però l'Accademia di Roma, così come quella di Orvieto, non riuscì ad ottenere l'elevazione effettiva a università.
Dopo il 25 luglio 1943, la GIL venne disciolta, le accademie cessarono di funzionare e gli allievi furono costretti a interrompere gli studi. Nella RSI la rinata Opera balilla, sotto la gestione di Ricci, cercò di organizzare, con molte difficoltà, presso Gallarate e presso Castiglione Olona un'Accademia maschile e una femminile di educazione fisica.

### Nel dopoguerra
Una volta terminato il conflitto, molti studenti, che non avevano potuto completare gli studi presso le Accademie fasciste, chiesero di poter ottenere il diploma. Per far fronte a tale richiesta venne approvata la legge n. 415 del 1950. Essa stabilì di organizzare dei corsi accelerati che permisero agli ex accademisti, che avevano dovuto interrompere gli studi per ragioni di forza maggiore, di dare l'esame finale. Tale provvedimento avrebbe permesso in particolare ad alcuni ragazzi, espulsi per ragioni razziali, di concludere il loro ciclo di studi. La legge stabiliva inoltre che non si potesse ammettere «il riconoscimento dei corsi di educazione fisica istituiti dallo pseudo governo repubblicano fascista (Rsi) né degli esami sostenuti presso i corsi medesimi». 
Il 20 febbraio 1951 il Consiglio superiore della Pubblica Istruzione approvò il regolamento per la realizzazione dei corsi che si tennero a Roma tra il 1951 e il 1954.
Per garantire la formazione dei futuri insegnanti di ginnastica dell'Italia repubblicana si stabilì di aprire a Roma, sulla base del decreto ministeriale del 18 settembre 1952, l'Istituto superiore di educazione fisica (ISEF). Esso doveva svolgere il ruolo di scuola di formazione dei docenti ginnico-sportivi e di centro per l'evoluzione e il progresso delle scienze applicate all'educazione fisica. Solo il 25 gennaio 1967 però l'ISEF trovò una sede definitiva presso l'ex Accademia di musica della GIL al Foro Italico.